# Florianer Landl

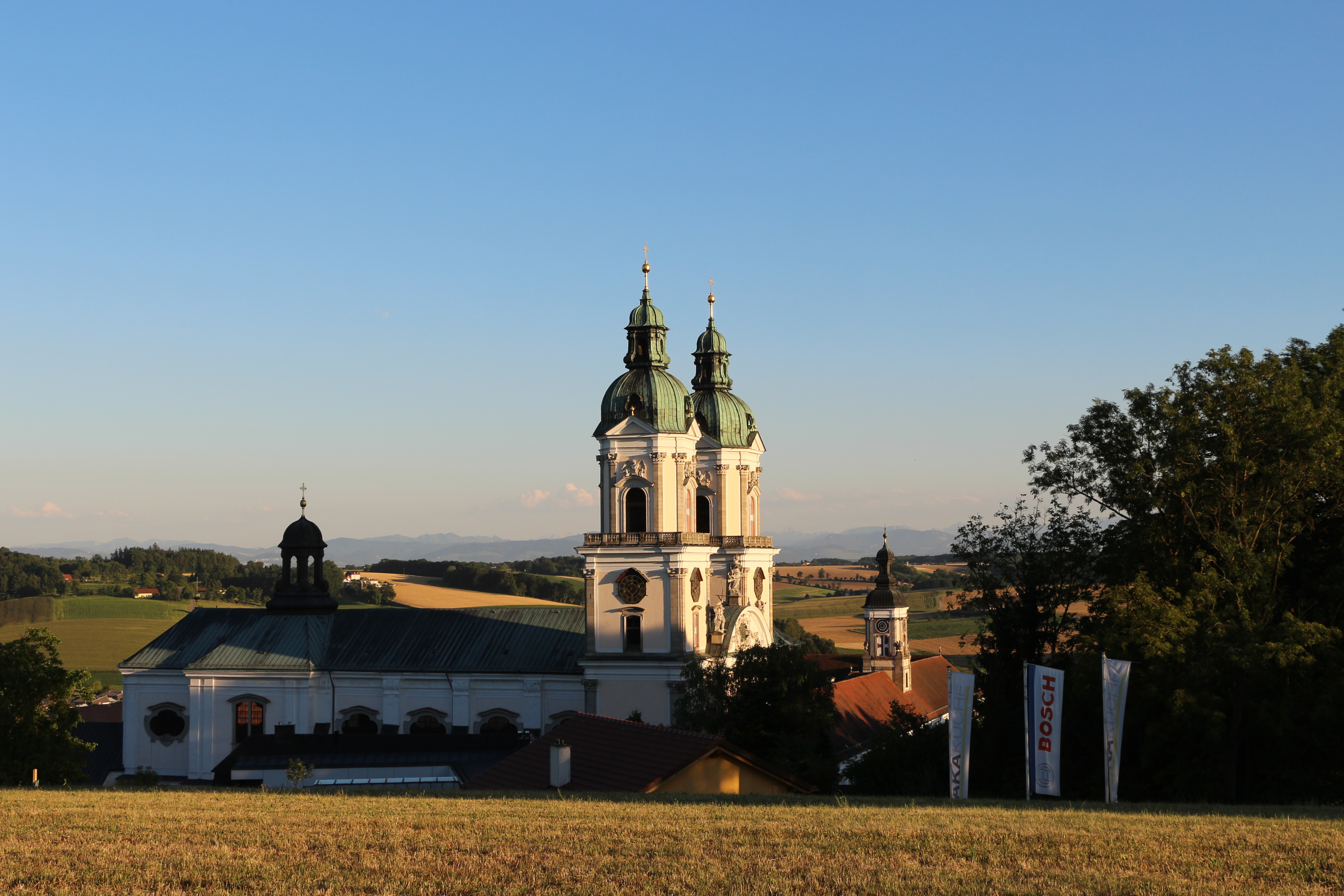
Blick vom Stift Sankt Florian ins Florianer Landl

Als Florianer Landl bezeichnet man ein Gebiet in Oberösterreich, das im Traun-Enns-Riedelland im Alpenvorland etwa vom namensgebenden Hauptort St. Florian bis kurz vor Steyr reicht. Es gehört zum Oberösterreichischen Zentralraum und umfasst Teile der Bezirke Linz-Land und Steyr-Land.
Charakteristisch für diese Region sind die sanfthügelige Landschaft und die markanten mächtigen Vierkanthöfe. Zum Florianer Landl zählen die Gemeinden St. Florian, Niederneukirchen, St. Marien, Hofkirchen im Traunkreis, Hargelsberg, Wolfern und Schiedlberg.

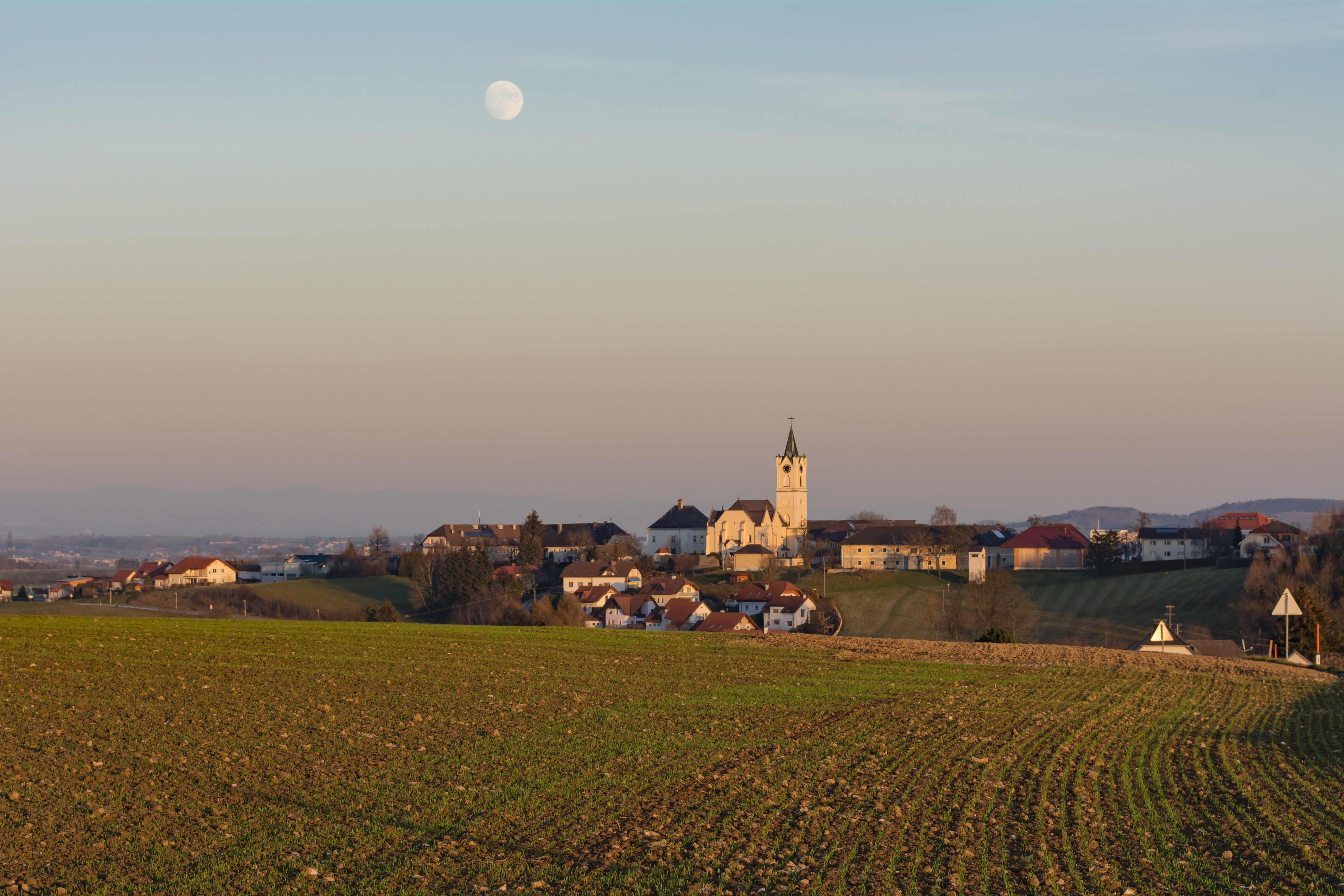
Landschaft bei Hargelsberg

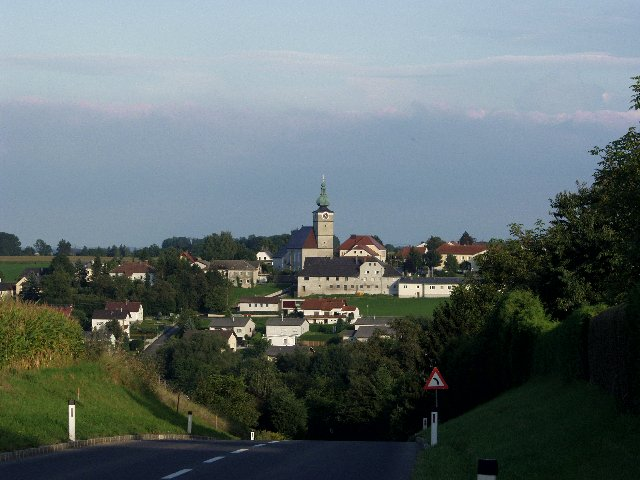
Der Ort Niederneukirchen

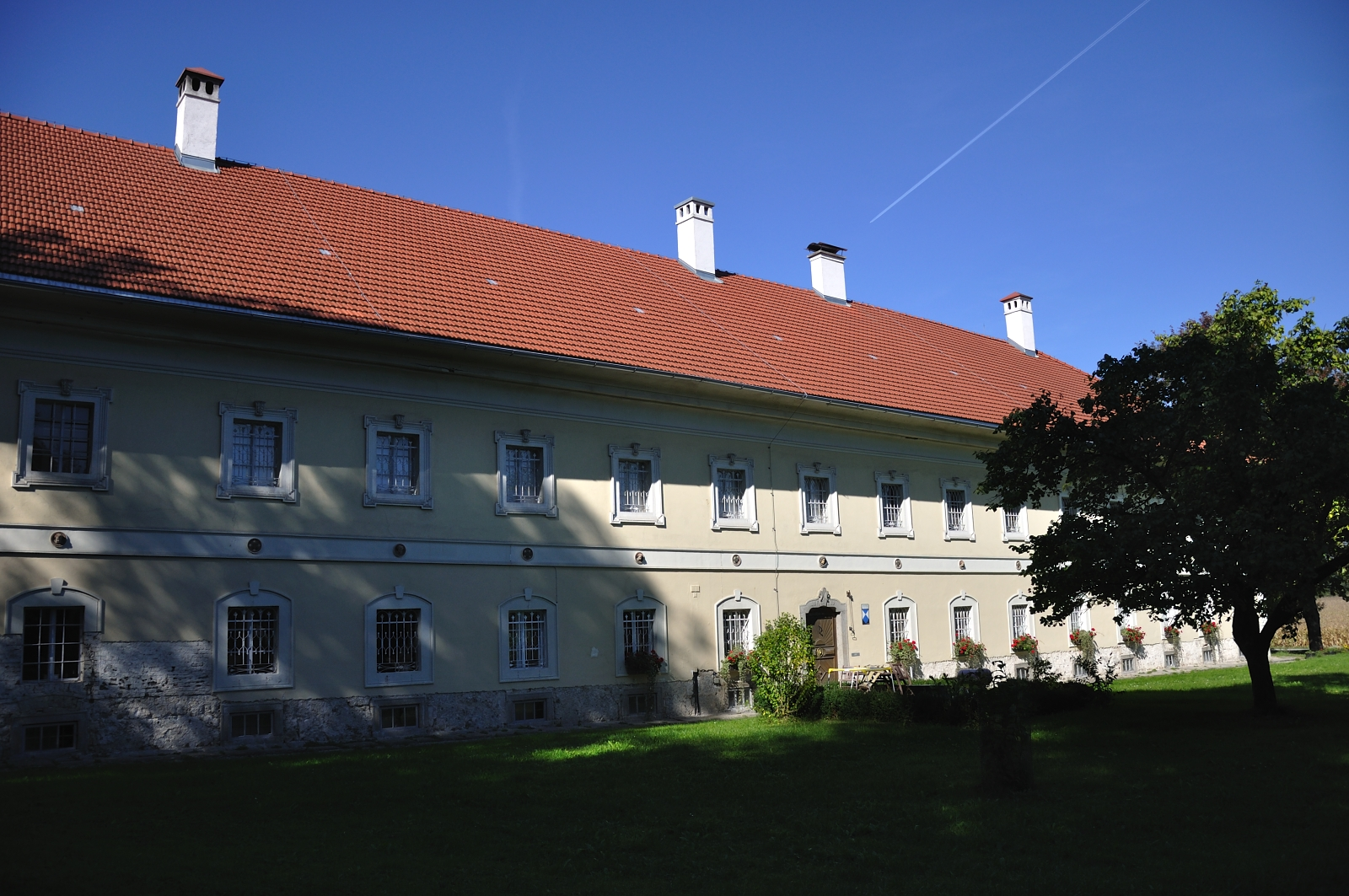
Der Sumerauerhof bei St. Florian

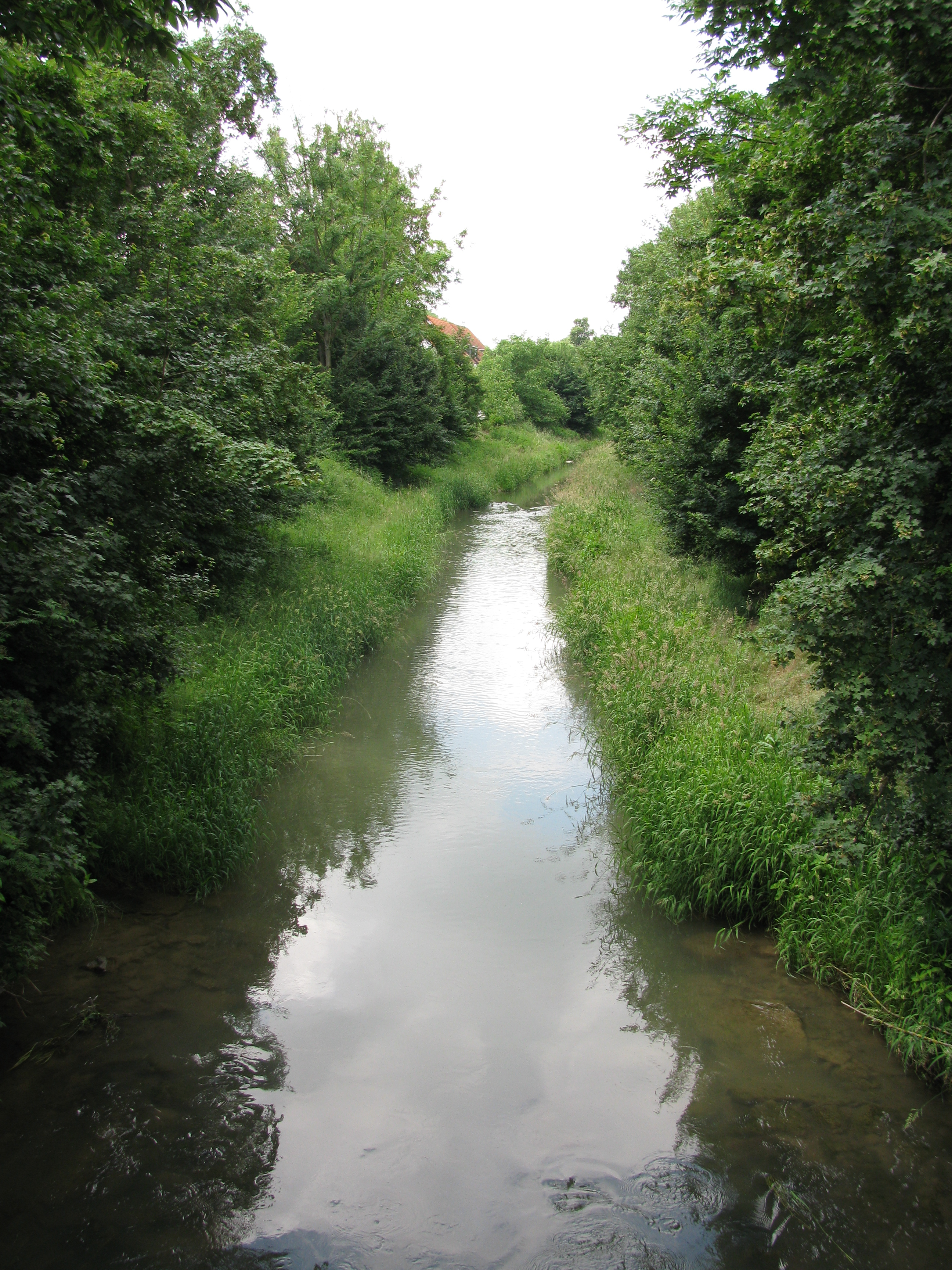
Der Ipfbach bei St. Florian

## Geografie
Das Florianer Landl breitet sich als sanfthügelige Landschaft etwa südlich von Ebelsberg über St. Florian bis Wolfern aus. Hauptort und zugleich größter Ort ist die Marktgemeinde St. Florian, die mit dem Stift auch Zentrum dieser Region ist. Die anderen Orte der Region sind wesentlich kleiner und umfassen großteils landwirtschaftlich genutzte Flächen. Der Ipfbach in das Hauptgewässer und durchzieht das Florianer Landl.
Neben dem Stift St. Florian sind die Wallfahrtskirchen Maria Laah und Ruprechtshofen erwähnenswerte Sakralbauten. Zahlreiche stattliche Vierkanter prägen die bäuerlich dominierte Landschaft.

## Geologie
Geologisch gesehen liegt das Gebiet im sogenannten Deckenschotterbereich. Dieser entstand, als in den älteren Eiszeiten (Günz, Mündel) große Flüsse ihre Schottermassen in unterschiedlicher Mächtigkeit auf die durch Verlandung entstandene neue Oberfläche (Schliersockel) der Molassezone schüttete. Der Schotter wurde in der Folge von mehreren Metern mächtigen Deckenlehmpaketen überlagert, während die Schotterfluren durch die Flüsse in Terrassen zerschnitten wurden. Durch die Erosion der Terrassen kam es zur Bildung des Hügellandes. 
Auf den weiten sanften Hängen herrschen tiefgründige, mit Wasser gut versorgte bis mäßig wechselfeuchte, pseudovergleyte, kalkfreie Lockersediment-Braunerden vor. Auf den Verebnungsflächen besteht wechselfeuchter Pseudogley. Steilere Hänge und Plateauränder weisen wiederum Farb-Ortsböden oder grobstoffreichere Lockersediment-Braunerde auf. In den Unterhängen, Mulden, Talsohlen und Gräben bestehen von Grundwasser beeinflusste Bodenformen wie vergleyte Lockersediment-Braunerden und Grundwassergleye. Auf der Niederterrasse sind vor allem Pararendzinen und Lockersedimentbraunerden anzutreffen.